# 少耙後絲鯡
少耙後絲鯡為輻鰭魚綱鲱形目鲱科的其中一種，分布於東太平洋區，從美國加州洛杉磯至秘魯海域，棲息深度可達50公尺，體長可達30公分，棲息在沿岸海域，成群活動，以甲殼類、橈腳類為食，可做為食用魚。

## 擴展閱讀
維基物種上的相關：少耙後絲鯡